# Magnús Ver Magnússon
 (novembre 2009).
Si vous disposez d'ouvrages ou d'articles de référence ou si vous connaissez des sites web de qualité traitant du thème abordé ici, merci de compléter l'article en donnant les références utiles à sa vérifiabilité et en les liant à la section « Notes et références ».
Pour les articles homonymes, voir Magnusson et Magnus Magnusson.
Magnús Ver Magnússon, né le 23 avril 1963 à Egilsstaðir, est un homme fort et dynamophile islandais. Il est principalement connu comme champion de la compétition The World's Strongest Man (L'Homme le plus fort du Monde) à quatre reprises, incluant trois années de suite : 1994/1995/1996.